# 浅知恵ドライブ
『浅知恵ドライブ』（あさぢえドライブ）は、日本のシナリオバンク、プレイワークスによるプレイワークス作品。
プレイワークスプロジェクト・ラジオドラマ第15弾。

## スタッフ
- 脚本: 澤辺ヒロエ　品川雄一郎　窪田崇
- 監督: 窪田崇
- プロデューサー: 大作昌寿
- 制作: REALWAVE

## キャスト
- 茂木智子: ミムラ
- 間宮宇一: 濱田岳
- 三國一真: 細田よしひこ
- 樫原竜也: 青木崇高
- 鹿島香織: 後藤友香里
- 茂木隆志: 大川ひろし
- 茂木百合江: 菅原あき
- 河本弘: 松崎謙二
- 日野栄子: 尾関美穂